# Charles King (ciclista)
Charles Thomas King (6 de dezembro de 1911 — 19 de julho de 2001) foi um ciclista britânico, ativo durante a década de 30 do século XX.
Em 1936, ele participou nos Jogos Olímpicos de Berlim, onde ganhou uma medalha de bronze na prova de perseguição por equipes, formando equipe com Ernie Mills, Ernest Johnson e Harry Hill.